# Pennzoil Place
Pennzoil Place jsou dvě kancelářské budovy v texaském městě Houston. Obě mají 36 pater a výšku 159,4 metrů. Výstavba probíhala v letech 1972 - 1976 podle návrhu firmy Johnson/Burgee Architects. Budova disponuje 125 982 m2 prostor, kde hlavními nájemníky jsou např.: Pennzoil Company, Bracewell & Patterson, Akin, Gump, Baker McKenzie, Protiviti, Bearing Point.